# 若宮神社 (大紀町)
若宮神社（わかみやじんじゃ）は、伊勢神宮皇大神宮（内宮）の別宮である瀧原宮の所管社である。
瀧原宮の所管社は当社と長由介神社、川島神社の3社あり、3社とも瀧原宮の境内に鎮座する。

## 概要
三重県度会郡大紀町滝原の瀧原宮宮域内に位置し、瀧原宮本宮の右側（東側）の高くなったところに鎮座する。瀧原宮境内の神社は、瀧原宮、瀧原竝宮、若宮神社、長由介神社・川島神社の順に参拝するのが習わしである。
若宮神社は、瀧原宮所管社3社のうち第1位である。別名は天若宮。南向きに鎮座する。『神宮要綱』によれば、正殿は神明造の萱葺であり、1重の瑞垣と瑞垣御門を有し、1基の神明鳥居が建つ。
祭神は若宮神（わかみやのかみ）。滝原ゆかりの水神とされる。別の説では水分神（みくまりのかみ）とする。『大宮町史』では祭神不明とし、補注で神宮司庁発行の『お伊勢まいり』では「若宮の神」としている、と解説している。

## 歴史

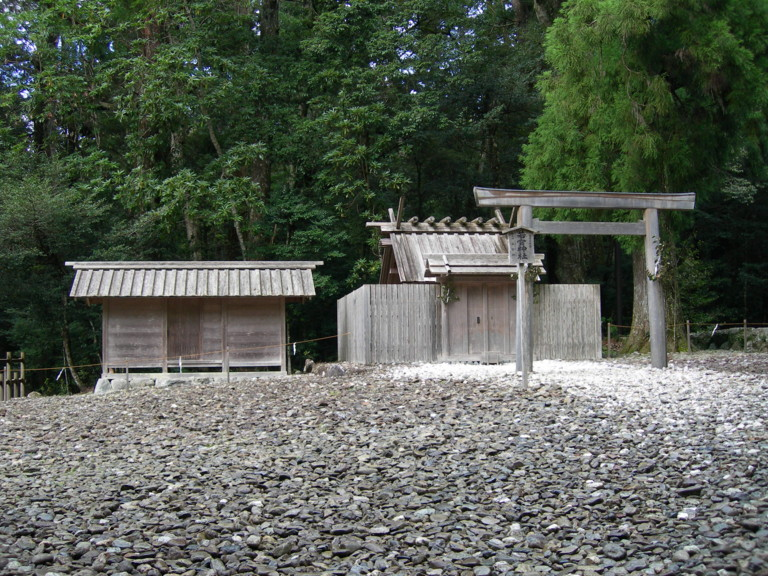
2014年11月の遷座までの社殿。左手に御船倉（みふなくら）が並ぶ。御船倉は倭姫命が使用した御船が納められているとされる。

創建年代は不明である。現存史料で若宮神社に関する最古の言及があるのは安貞2年（1228年）の『内宮遷宮記』である。それ以前の建久3年（1192年）の『皇太神宮年中行事』6月23日条に、祭使が並宮（瀧原竝宮）を参拝した後、河島・長由介・天若宮を参拝した旨が記述されているが、これは荒木田氏経が寛正5年（1464年）に加筆したものである。
寛文2年（1662年）より、若宮神社・長由介神社は江戸幕府による神宮式年遷宮の対象となる。また1889年（明治22年）以降は神宮司庁の造営となる。長由介神社は江戸時代まで若宮神社と同じく南向きに鎮座していたが、1874年（明治7年）に西向きに変更され、それまでなかった玉垣・玉垣御門を設置した。またこの際、川島神社を長由介神社に同座させることとした。
若宮神社は2014年（平成26年）11月に建て替えられている。それ以前の遷座は1909年（明治42年）のことである。

## 交通
- JR紀勢本線滝原駅より徒歩約36分（約1.9km）[7]。列車の本数が少なく、最大2 - 3時間列車が運行されない時間帯があるため、旅行ガイドブックによっては自動車利用を勧めるものもある[8]。
- 三重交通松阪熊野線（旧・南紀特急バス）「瀧原宮前」バス停下車、すぐ[9]。
- 紀勢自動車道大宮大台ICから尾鷲方面へ南下、国道42号経由、約10分（約300m）[9]。100台分の駐車場がある[9]。